# Louis Claude Monnet de Lorbeau
Pour les articles homonymes, voir Monnet.
 (décembre 2019).
Si vous disposez d'ouvrages ou d'articles de référence ou si vous connaissez des sites web de qualité traitant du thème abordé ici, merci de compléter l'article en donnant les références utiles à sa vérifiabilité et en les liant à la section « Notes et références ».
Louis Gabriel Monnet de Lorbeau, né le 1er janvier 1766 à Mougon et mort le 8 juin 1819 à Paris, est un général français de la Révolution et de l’Empire

## États de service
Il commande la garde nationale de Sainte-Néomaye pendant les années 1789, 1790, 1791 et 1792 ; mais il ne commence à servir que le 28 mars 1793, comme capitaine dans le bataillon de volontaires de Sèvres et Charente, surnommé le Vengeur. Il fait les campagnes des ans II, III, IV et V dans la Vendée. Toujours au poste le plus périlleux, il se distingue et mérite la confiance des généraux.
le 12 floréal an II (1er mai 1794), à l'affaire de Fontenay, l'armée républicaine forte de 4 000 hommes, est attaquée par 30 000 insurgés, la brigade dont il fait partie est un instant ébranlée par le feu terrible de l'artillerie ennemie ; mais bientôt, n'écoutant que son courage, il s'élance des rangs et se précipite sur cette artillerie ; enflammées par son exemple, les troupes le suivent et des pièces de canon tombent au pouvoir des soldats de la République. Ce coup hardi fait battre en retraite les insurgés.
En l'an III il acquiert une gloire nouvelle aux combats de Luçon, Mortagne, Châtillon, Saint-Florent, Angers, Laval, d'Anzin, et surtout à l'affaire de Saint-Denis où, avec 600 combattants, il bat Charette fort de 6 000 hommes. En cette occasion il montre la plus grande valeur ; il n'hésite pas à marcher au pas de charge contre un ennemi dix fois plus nombreux, et le met dans la déroute la plus complète avant que la division du général Boussard ait eu le temps de seconder cette attaque hardie. Hoche le comble d'éloges et le nomme chef de bataillon le 4 frimaire an IV (25 novembre 1795) ; il lui confie alors le commandement d'une colonne mobile, à l'effet de poursuivre sans relâche les débris de l'armée de Charette.
Le Directoire exécutif, informé de sa belle conduite, le nomme chef de la 31e demi-brigade par arrêté du 5 thermidor (23 juillet 1796). Monnet continue à poursuivre les insurgés de la Vendée, marche par les chemins les plus difficiles et réussit à pourvoir en subsistance ses troupes dans un pays dévasté ; il bat partout l'ennemi, soumet les districts de Montaigu et de la Roche-sur-Yon dont les habitants rendent les armes, et termine sa mission par la prise de Charette et de treize chefs des révoltés dans la forêt de Grasla : il contribue donc puissamment à la pacification de la Vendée.
Appelé au commandement du département des Deux-Sèvres, il rend de nouveaux services et s'attache à purger ce pays de quelques bandes de brigands qui l'infestent encore.
En l'an V il passe avec sa brigade à l'armée du Rhin, et fait partie l'année suivante du corps d'armée du général Schauenburg, destiné à pénétrer en Helvétie.
Il se trouve au combat de Berne et se couvre de gloire à l'affaire de Sion. L'ennemi garde le pont du défilé de la Morga, occupe les positions qui le dominent, et s'est retranché derrière le torrent qui borde son camp. Le combat dure depuis la pointe du jour, l'ennemi oppose une résistance opiniâtre et défend avec 6 pièces de canon le pont qui coupe la route. Impatient de la victoire, il se porte sur la droite du torrent avec le 1er bataillon de la 31e, le traverse presque à la nage à la tête de ses troupes, sous le feu le plus terrible, gravit la montagne, débusque l'ennemi de position en position, fait tourner de suite le pont par ses grenadiers, s'empare de 6 pièces de canon qui le défendent, et ouvre ainsi un passage à la colonne française. Il emporte d'assaut, avec deux bataillons sous les ordres du général Lorge, la ville de Sion défendue par 6 000 hommes. Cette affaire fut décisive, tout le haut-Valais se soumet et rend les armes, et cette action lui vaut une lettre de félicitations de la part du Directoire exécutif.
Les hostilités ayant recommencé en l'an VII entre la France et l'Autriche, il passe le mont Saint-Bernard avec sa demi-brigade pour se rendre en Italie sous les ordres de Brune. Le 6 germinal il se trouve à l'affaire de Bassolingo ; l'ennemi occupe le plateau de Paulo, adossé à l'Adige, où il est retranché dans une triple ligne d'ouvrages ; mais cette position formidable ne peut arrêter l'intrépidité française, et tous les retranchements, malgré la plus vigoureuse défense, sont successivement enlevés à la baïonnette. L'ennemi opère sa retraite sur deux ponts qu'il a jetés sur l'Adige. S'apercevant de la manœuvre de l'ennemi, il se précipite avec sa demi-brigade pour lui couper la route, passe les ponts de l'Adige pêle-mêle avec l'ennemi et s'en empare. Son sang-froid et son audace contribuent puissamment au succès de cette journée qui livre 3 000 prisonniers aux français.
Le 16 il commande l'avant-garde de l'armée à la bataille de Vérone ; il soutient avec 1 800 hommes le choc de 15 000 Autrichiens, débloque le village qui renferme l'ambulance de l'armée, et fait mettre bas les armes à plusieurs bataillons. L'ennemi ayant reçu des renforts considérables, il opère sa retraite avec tant d'ordre qu'il ne perd pas un homme. Bientôt la division française se rallie, et tous les généraux étant blessés, il en prend le commandement, marche au pas de charge sur l'ennemi, l'enfonce et l'oblige à se retirer dans le plus grand désordre sous les murs de Vérone. La victoire et 2 000 prisonniers restent aux mains des Français. Son courage et son dévouement lui méritent le grade de général de brigade sur le champ de bataille le 5 avril 1799. Il se trouve ensuite au siège de Mantoue, où il se distingue par son zèle et sa bravoure, mais il est fait prisonnier de guerre à la prise de cette ville le 12 thermidor.
L'année suivante il rentre en France, et le gouvernement le confirme dans son grade de général de brigade le 26 vendémiaire an IX (18 octobre 1800). Il passe au corps d'observation de la Gironde, destiné pour l'expédition du Portugal, prend le commandement de l'avant-garde forte de 8 000 hommes, et combine ses dispositions avec tant d'habileté qu'il tient en échec l'armée portugaise qui compte 22 000 combattants.
Après la paix signée avec le Portugal, les troupes françaises restent campées sur place et il y maintient la plus exacte discipline et se montre rempli d'égards pour les alliés de la France. Cette conduite lui vaut les éloges les plus flatteurs de la famille royale d'Espagne, à laquelle il est présenté au palais de l'Escurial.
Mis en disponibilité le 12 ventôse an X (3 mars 1802), il obtient un emploi le 28 du même mois dans la 13e division militaire à Rennes. Le 10 germinal an XI (31 mars 1803) il passe en Batavie. La guerre étant sur le point d'éclater entre la France et l'Angleterre, le premier Consul le rappelle à Paris et lui confère, par arrêté du 16 floréal, le commandement supérieur de Flessingue et de l'île de Walcheren qu'il met en état de siège.
Dans le mois de messidor, Napoléon Bonaparte étant venu visiter cette place importante, les magistrats lui en présentèrent les clefs ; il les prend et les donne au général Monnet, en lui disant qu'elles ne pouvaient être remises à quelqu'un qui eût plus sa confiance. Le premier Consul le félicite ensuite sur l'activité qu'il a déployée pour mettre l'île dans le meilleur état de défense possible, le nomme général de division le 9 fructidor suivant (27 août 1803), membre et commandeur de la Légion d'honneur les 19 frimaire et 25 prairial an XII, et électeur du département des Deux-Sèvres.
Il fait les campagnes des ans XI, XII, XIII et XIV en Hollande, et se voit de nouveau appelé au commandement de Flessingue et de Walcheren le 19 juillet 1806. Le 29 juillet 1809, une flotte anglaise de 4 frégates et 130 autres bâtiments de transport, faisant voile au nord de l'île de Walcheren, est signalée. Le système de défense qu'adopte le gouverneur en cette circonstance est déplorable, il n'oppose à l'ennemi qu'une faible partie des troupes sous ses ordres, et ne peut empêcher le débarquement de 18 ou 20 000 Anglais.
La reddition de Flessingue cause un vif mécontentement à Napoléon Ier, il soumet les circonstances du siège à un conseil d'enquête qui se prononce pour un conseil de guerre. Saisi de l'affaire, il est déclaré coupable de lâcheté et de trahison, et il est condamné à mort par contumace.
Il rentre en France en mai 1814, au retour des Bourbons et crut devoir appeler de ce jugement devant Louis XVIII. Le comte Dupont, ministre de la guerre, adresse au roi un rapport sur cette affaire, et propose de faire rétablir cet officier général sur la liste des lieutenants-généraux en activité, et de faire lever le séquestre mis sur ses biens. À une époque où toutes les trahisons envers l'Empire sont des titres de faveur, sa disculpation doit être favorablement accueillie, aussi fut-il réintégré le 24 juillet dans son grade et dans ses honneurs, nommé chevalier de Saint-Louis et créé baron.
Le 13 avril 1815, l'Empereur ordonne sa radiation du tableau des officiers généraux ; mais l'ordonnance du 1er août suivant annule cette disposition. Compris comme disponible dans l'organisation du 30 décembre 1818, il meurt à Paris le 8 juin 1819.